# Daniłowo Małe
Daniłowo Małe – wieś w Polsce położona w województwie podlaskim, w powiecie białostockim, w gminie Łapy.
W latach 1975–1998 miejscowość administracyjnie należała do województwa białostockiego.
Wierni kościoła rzymskokatolickiego należą do parafii Przemienienia Pańskiego w Poświętnem.

## Cmentarzysko wczesnośredniowieczne
W pobliżu wsi odkryto cmentarzysko, na którym odkryto elitarne groby komorowe datowane 2 poł. XI wieku (czasy panowania króla Bolesława Śmiałego), z bogatym wyposażeniem wskazującym na to, że chowano na nim osoby o wysokim statusie społecznym, najprawdopodobniej przedstawicieli elit społeczno-politycznych państwa Piastów. Ponownie cmentarzysko było użytkowane w XII wieku. 